# Cir Teodor
Cir Teodor, en llatí Cyrus Theodorus, en grec antic Κῦρος Θεόδωρος, fou un poeta epigramàtic romà d'Orient.
Va escriure l'obra Epigrammata, en la qual tots els capítols del Vell i Nou Testament són enumerats, publicada a Basilea l'any 1636.